# La Croix-Avranchin

La Croix-Avranchin este o comună în departamentul Manche, Franța. În 1 ianuarie 2018 avea o populație de 440 de locuitori.